# Willem Bilderdijk

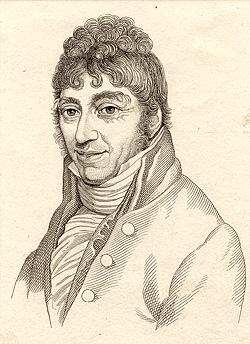
Willem Bilderdijk

Willem Bilderdijk (* 7. September 1756 in Amsterdam; † 18. Dezember 1831 in Haarlem) war ein niederländischer Jurist und Schriftsteller.

## Leben
Bilderdijk (gesprochen: -deik), Sohn eines Arztes, studierte in Leiden 1780–82 Rechtswissenschaften und praktizierte dann in Den Haag als Rechtsanwalt. Als eifriger Orangist verließ er 1795 beim Einrücken der Franzosen die Niederlande und floh nach London. Zuflucht gewährte ihm dort der Maler Hendrik Willem Schweickhardt, der ihn als Hauslehrer für seine Töchter engagierte. Zwischen ihm Schweickhardts ältesten Tochter Katharina (* 1776) entwickelte sich gleich eine Beziehung. Die beiden heirateten Anfang 1797 un zogen im Juli 1797 nach Braunschweig. Bilderdijk machte sich dort als juristischer Schriftsteller durch die Observationes et emendationes juris (Braunschweig 1806) bekannt, die er später neu bearbeitete (Leiden 1820, 2 Bde.).
Nach dem Regierungsantritt Louis Bonapartes kehrte er mit seiner Frau 1806 in die Heimat zurück, in das neugegründete Königreich Holland, wo er zum Bibliothekar des Königs und bald darauf zum Mitglied und Sekretär des holländischen Nationalinstituts ernannt wurde. Nach Louis’ Abdankung zog sich Bilderdijk nach Leiden zurück, lebte ab 1827 in Haarlem und starb dort am 18. Dezember 1831, nachdem er durch die Restauration seine Pension eingebüßt hatte.

## Werk

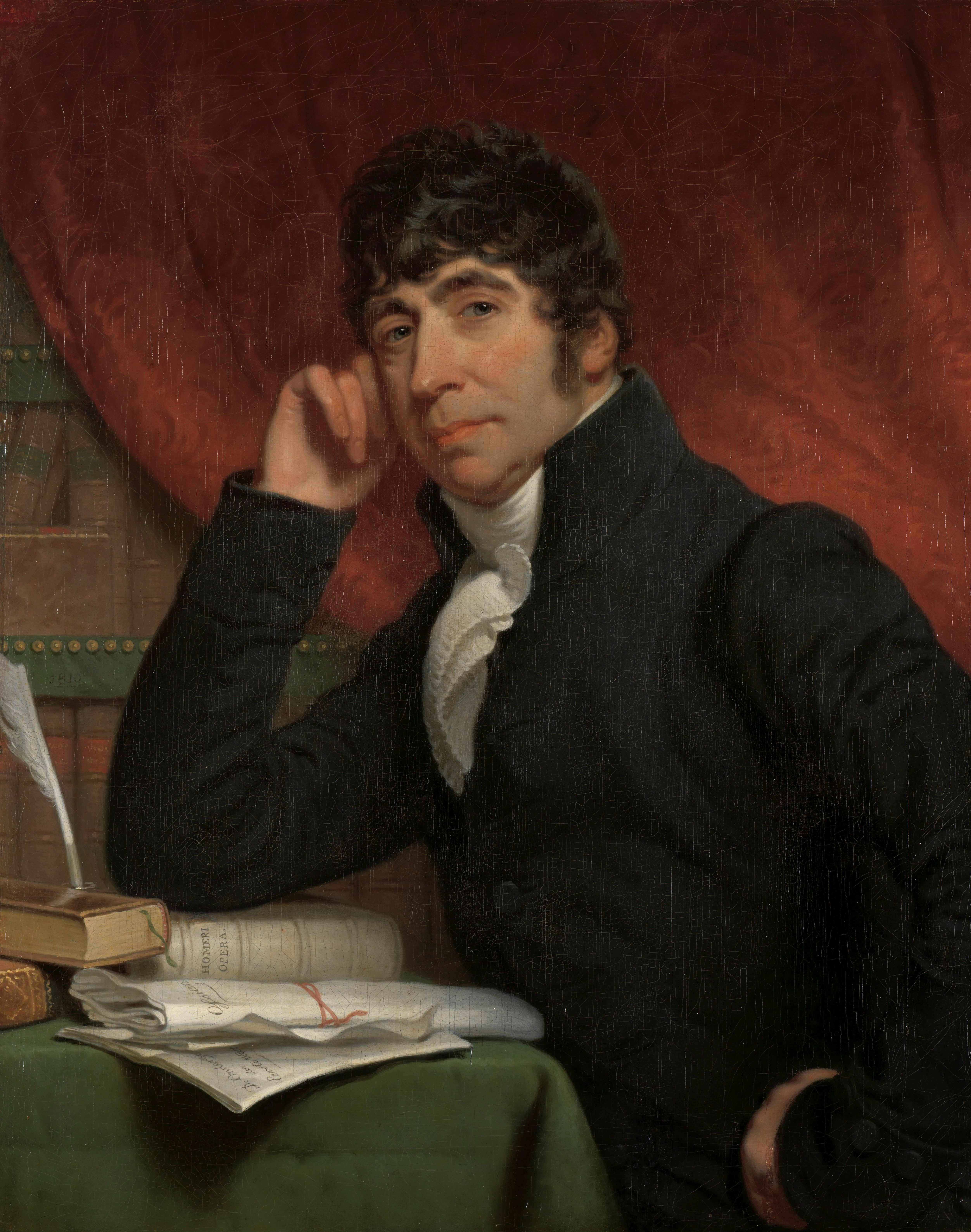
Bilderdijk (von Charles Hodges)

Streng calvinistisch erzogen, blieb Bilderdijk zeitlebens ein eifriger Anhänger des griechischen und französischen Klassizismus und ebenso eifriger Kritiker des Rationalismus. Was seine Kritiker als Engstirnigkeit und überzogene Rhetorik ablehnten, verschaffte ihm die Bewunderung von Nicolaas Beets, Isaäc da Costa und Jan Jacob Lodewijk ten Kate.
Als Dichter hat Bilderdijk sich auf allen Gebieten der Poesie versucht. 1774 gewann er mit dem Gedicht Over den invloed der dichtkunst op het staatsbestuur einen Preis; die gleiche Auszeichnung wurde ihm 1775 für De liefde tot het vaderland zuteil.
Die erste Probe seines Studiums der Klassiker gab er durch seine Übertragung der sophokleischen Tragödien: Koning Edipus und Dood van Edipus (1789). Andere Werke jener Zeit sind: Mijn verlustiging (1781) und die Gedichtsammlung Bloemptjens (1785), die vor allem Dichtungen im Stile der Minnelieder enthielt.
Während er in der Fremde weilte, erschienen in rascher Folge weitere Sammlungen: Mengelpoezij (Amsterdam 1799, 2 Bde.), Poezij (1803–1807, 4 Bde.; 2. Aufl. 1822) und Mengelingen (1804–1808, 4 Bde.), denen sich Buitenleven, eine Bearbeitung von Delilles L'homme des champs (1803) und Fingal (nach Ossian, 1805) anschlossen.
Nach seiner Rückkehr in die Niederlande widmete er Louis Bonaparte die Nieuwe mengelingen (Amsterdam 1806, 2 Bde.) und verfasste das beschreibende Gedicht De ziekte der geleerden (Die Krankheiten der Gelehrten, Amsterdam und Haag 1807, 2. Aufl. 1829).
Damals versuchte er sich auch im Drama mit den Trauerspielen Floris de vijfde (1808), Willem van Holland, Kormak und anderen (in Treurspeien", Haag 1808–1809, 3 Bde.) und veröffentlichte De mensch, eine Umdichtung von Popes  Essay on man (1808), sowie die Sammlungen Najaarsbladen (1808, 2 Bde.), Verspreide gedichten (1809, 2 Bde.) und
Winterbloemen (Haarlem 1811, 2 Bde.).
Die Befreiung der Niederlande feierte er in der Dichtung Hollands verlossing (Amsterd. 1813–14, 2 Bde.; 2. Aufl. 1833) und den  Vaderlandsche ultboezemingen (1815). Auch die Hymne Willem Frederik und sein Wapenkreet entstanden in dieser Zeit.
Einer niedergeschlagenen Stimmung entsprangen seine Affodillen (Haarlem 1814); heitere Seelenruhe aber verraten seine  Nieuwe uitspruitsels (1817), sein Wit en rood (1818, 2 Bde.), das satirische Gedicht De dieren (1818) und die  Nieuwe dichtschakeering (Amsterd. 1819) sowie die Fragment gebliebene epische Dichtung De ondergang der Eerste Wareld (1820; letzte Ausg., das. 1880).
Unter der langen Reihe seiner übrigen Dichtungen sind noch nennenswert:
- Zedelijke gispingen (1820);
- Sprokkelingen (1821);
- Krekelzangen (1822–1823, 3 Bde.);
- Spreuken (1823);
- Rotsgalmen (1824, 2 Bde.);
- Navonkeling (1826, 2 Bde.);
- Oprakeling (1826 u. 1827);
- Devoet in't graf (1827);
- Naklank (1828);
- Vermaking (1828 u. 1829);
- Schemerschijn (1829);
- Nasprokkeling (1830) und
- Nalezingen (1833, 2 Bde.).

Nach seinem Tod erschienen noch die Dichtungen: De geesten wereld und Het waarachtig goed (Amsterd. 1843; deutsch von Quack, Stuttgart 1853). Bilderdijk bekundete sich in diesen zahlreichen Produktionen als einen gedanken- und phantasiereichen, vielseitig gebildeten und eigenartigen Dichter, der sich zugleich durch eine seltene Meisterschaft in der Handhabung der Form auszeichnete. Sein eigenstes Gebiet ist die Lyrik, während ihm für das Epos, noch mehr für das Drama die Begabung abging. Er war antiliberal und hielt an der altfranzösischen Kunstregel fest, was ihn für die Eindrücke der englischen und der deutschen Literatur, die er förmlich hasste, unzugänglich machte.
Auch sein Geschichtswerk Geschiedenis des vaderlands (hrsg. von Tydeman, Amsterd. 1832–53, 13 Bde.) ist in absolutistischem Geist gehalten. Als Sprachforscher gab er den Anstoß zu einem gründlicheren Studium gegenüber der traditionellen Richtung Seegenbeeks. Besonders sind auf diesem Gebiet die Taal- en dichtkundige verscheidenheden (1820–25, 8 Bde.) und Beginsels der woordvoorsching (1831) hervorzuheben. Eine Gesamtausgabe seiner „Dichtwerken“ besorgte Da Costa (Amsterdam. 1856–59, 16 Tle.), deren Schlussband die Biographie des Dichters De mensch en de dichter W.B. enthält.

## Familie
Seine zweite Gemahlin, Katharina Wilhelmina, geborene Schweickhardt, (* 1777 im Haag), seit 1797 mit Bilderdijk verheiratet, war ebenfalls Dichterin. Sie lieferte mehreres in ihres Gatten Poëzy (1803) und die Tragödie Elfride in dessen Treurspelen (1808), gab Gedichten voor kinderen (1813) und Trauerspiele (Dargo, Ramiro, 1816) heraus und starb am 16. April 1830. Ihre Dichtwerken erschienen gesammelt in 3 Bänden (Haarlem 1858–60), herausgegeben von Da Costa.